# Taxiphyllum pilosum
Taxiphyllum pilosum är en bladmossart som beskrevs av Iwatsuki 1963. Taxiphyllum pilosum ingår i släktet Taxiphyllum och familjen Hypnaceae. Inga underarter finns listade i Catalogue of Life.